# Хидродром
Хидродром је део водене површине са пратећим уређајима и опремом на води и копну, намењен за вожење, полетање, слетање, пристајање, сидрење, спуштање и извлачење хидроавиона из воде.
При извршењу посебних задатака (гашење пожара, спашавање људи на мору итд) хидроавиони могу да полећу и слећу и ван хидродрома. У том случају прихват и сва обезбеђења организује власник тих хидроавиона.

## Инфарструктура
Хидродром у начелу треба да има следећу инфраструктуру;
- полетно-слетну стазу на води
- стазу за вожење на води,
- сидришта за хидроавионе
- објекате разне намене на води и земљи (хангаре, радионице, контролу летења, складишта горива, објекте за прихват путника и робе итд.), у зависности од потреба и намене хидродрома.

### Полетно-слетна стаза
Полетно-слетна стаза (ПСС), на води може бити на језерима, рекама, морима и другим воденим површинама које испуњавају следеће нормативе;
За полетање и слетање хидроавиона у условима МСА и при мирном ваздуху, ПСС мора имати следеће карактеристике дужине и дубине воде у зони ПСС:
Дужина ПСС
У  зависности од вресте летова и летеове у случају нужде, дужина ПСС је:
- За школске летове - 300 одсто дужине залета хидроавиона, према Упутству за управљање тим типом хидроавиона,
- За све остале летове - 250 одсто дужине залета,
- За летове у случају неопходне потребе - 150 одсто дужине залета

Дубина воде
У зони полетно-слетне стазе и стазе за вожење, дубина воде на сме да буде мања од три дубине газа хидроавиона при ниском водостају.